# Inquisició medieval

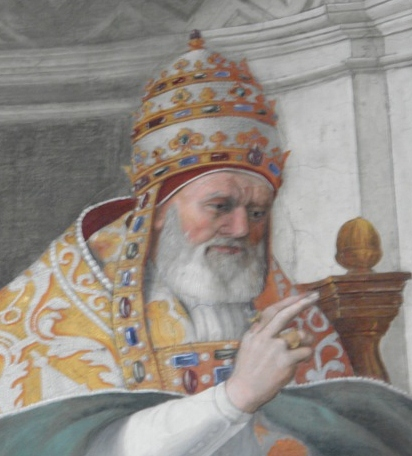
El Papa Gregori IX

La Inquisició medieval va ser una sèrie d'inquisicions (cossos de l'Església catòlica encarregades de suprimir l'heretgia) a partir de l'any 1184, incloent la Inquisició episcopal (1184-1230) i després la Inquisició papal (1230). La Inquisició medieval es va establir en resposta als moviments considerats apostates o herètics del cristianisme, en particular el catarisme i els valdesos al sud de França i el nord d'Itàlia. Aquests van ser els primers moviments d'inquisició de molts que seguirien.
Els càtars es van percebre per primera vegada en la dècada de 1140 al sud de França, i els valdesos cap al 1170 al nord d'Itàlia. Abans d'aquest punt, heretges individuals com Pere de Bruis sovint havien desafiat l'Església. No obstant això, els càtars van ser la primera organització de masses del segon mil·lenni que va suposar una greu amenaça per a l'autoritat de l'Església.
Aquest article només cobreix aquestes inquisicions primerenques, no la inquisició romana del segle xvi, o el fenomen una mica diferent de la Inquisició espanyola de finals del segle xv, que estava sota el control de la monarquia espanyola amb el clergat local. La Inquisició portuguesa del segle xvi i diverses branques colonials van seguir el mateix patró.

## Història
Una inquisició era un procés que es va desenvolupar per investigar supòsits de delictes. El seu ús en els tribunals eclesiàstics no es va dirigir inicialment a qüestions d'heretgia, sinó una àmplia varietat de delictes com el matrimoni clandestí i la bigàmia.
L'historiador francès Jean-Baptiste Guiraud (1866–1953) va definir la Inquisició medieval com «...un sistema de mitjans repressius, alguns temporals i altres de tipus espiritual, emesos simultàniament per les autoritats eclesiàstiques i civils per tal de protegir l'ortodòxia religiosa i la social ordre, amenaçat per les doctrines teològiques i socials de l'heretgia».
El bisbe de Lincoln, Robert Grosseteste, va definir l'heretgia com «una opinió triada per la percepció humana, creada per la raó humana, fundada en les Escriptures, contrària a les ensenyances de l'Església, declarades públicament i obstinadament defensades». La culpa va ser en l'obstinada adherència més que en l'error teològic, que es podria corregir; i fent referència a l'escriptura, Grosseteste exclou els jueus, musulmans i altres no cristians a partir de la definició d'heretge.
Hi havia molts tipus diferents d'inquisicions segons la ubicació i els mètodes; els historiadors generalment els han classificat com la inquisició episcopal i la inquisició papal. Totes les inquisicions medievals majors van ser descentralitzades, i cada tribunal treballava independentment. L'autoritat descansava amb funcionaris locals basant-se en directrius de la Santa Seu, però no hi havia una autoritat central de dalt a baix que executava les inquisicions, com seria el cas en les inquisicions post-medievals.
Els primers tribunals medievals generalment seguien un procés anomenat accusatio, basat principalment en pràctiques germàniques. En aquest procediment, un individu hauria de fer una acusació contra algú davant del tribunal. No obstant això, si el sospitós era jutjat innocent, els acusadors s'enfrontaven a sancions legals per portar càrrecs falsos. Això va proporcionar un desincentivador per fer qualsevol acusació, tret que els acusadors estiguessin segurs que se sostindrien. Posteriorment, un requisit de llindar va ser l'establiment de la publica fama de l'acusat, és a dir, el fet que es creia que la persona era culpable de la infracció de la que era acusat.
A principis del segle xii i principis del xiii, es va produir un canvi en el model d'acusació cap al procediment jurídic utilitzat a l'Imperi Romà. En lloc d'un individu que fa acusacions basades en el coneixement de primera mà, els jutges assumien ara el paper del fiscal en funció de la informació recollida. Sota procediments inquisitorials, la culpabilitat o la innocència es demostrava en la investigació (inquisitio) del jutge en els detalls d'un cas.

### Inquisicions episcopals
El mecanisme per fer front a l'heretgia es va desenvolupar gradualment. Els bisbes sempre tenien l'autoritat de considerar la presumpta activitat herètica, però com que no sempre era clar què constituïa l'heretgia, confiaven amb els seus col·legues i buscava consells de Roma. Els legats van ser enviats, al principi com a assessors, i després van assumir un paper més important en l'administració. Els procediments van començar a formalitzar-se en temps del papa Gregori IX.
Les pràctiques i procediments de les inquisicions episcopals podien variar d'una diòcesi a una altra, depenent dels recursos disponibles per als bisbes individuals i el seu interès o desinterès relatius. Convençut que l'ensenyament de l'Església contenia la veritat revelada, el primer recurs dels bisbes era el de persuasio. A través del discurs, els debats i la predicació, pretenien presentar una millor explicació de l'ensenyament de l'Església. Aquest enfocament sovint va tenir molt èxit.
El 1076, el papa Gregori VII va excomunicar els habitants de Cambrai perquè una munió de gent s'havia apoderat i cremat un càtar determinat pel bisbe per haver estat heretge. Una fet similar va ocórrer en 1114 durant l'absència dels bisbes a Estrasburg. El 1145, el clergat de Lieja va aconseguir rescatar víctimes de la multitud.
La primera inquisició medieval, la inquisició episcopal, va ser establerta l'any 1184 mitjançant la butlla Ad abolendam del papa Luci III. Va ser una resposta al creixent moviment càtar del sud de França. Va ser anomenat "episcopal" perquè estava administrada pels bisbes locals, i va obligar els bisbes a visitar la seva diòcesi dues vegades l'any a la recerca d'heretges.

### Inquisicions legatines
La propagació d'altres moviments del segle xii es pot veure, almenys en part, com una reacció a l'augment de la corrupció moral del clergat, que incloïa matrimonis il·legals i la possessió d'extrema riquesa. A l'edat mitjana, el principal objectiu de la Inquisició era erradicar aquestes noves sectes. D'aquesta manera, el seu rang d'acció era predominantment a Itàlia i França, on es trobaven els càtars i els valdesos, els dos principals moviments heretges de l'època.
Durant els pontificats d'Innocenci III, els llegats papals van ser enviats per frenar la propagació de les heretgies de càtara i valdesa a Provença i fins al Rhin a Alemanya.

#### Càtars
Els càtars eren un grup de dissidents majoritàriament al sud de França, a ciutats com Tolosa de Llenguadoc. La secta es va desenvolupar al segle xii, aparentment fundada per soldats de la Segona Croada, que, en el seu camí de tornada, van ser convertits per una secta búlgara, els Bogomils.
L'heretgia principal dels càtars era la seva creença en el dualisme: el Déu malvat va crear el món materialista i el Déu bo va crear el món espiritual. Per tant, els càtars predicaven la pobresa, la castedat, la modèstia i tots aquells valors que, al seu parer, ajudaven a les persones a separar-se del materialisme. Els càtars van presentar un problema al govern feudal per la seva actitud cap als juraments, que declaraven en cap cas admissible. Per tant, considerant l'homogeneïtat religiosa d'aquesta edat, l'heretgia era un atac contra l'ordre social i polític, a més de l'ortodòxia.
La croada albigesa va resultar en la derrota militar dels càtars. Després d'això, la Inquisició va tenir un paper important en la destrucció definitiva del catarisme durant els segles xiii i majoria del xiv. Els càstigs per als càtars van variar molt. Molt sovint, es feien portar creus grogues damunt de les seves robes com a signe de penitència cap a l'exterior. Altres van dur a terme pelegrinatges obligatoris, molts amb la finalitat de lluitar contra els musulmans. Un altre càstig comú, incloent-hi els pelegrins retornats, estava visitant una església local nu una vegada cada mes per ser assotat. Els càtars que eren lents per penedir-se van patir presó i, sovint, la pèrdua de béns. D'altres que en general es van negar a penedir-se van ser cremats.

#### Valdesos
Els valdesos es trobaven principalment a Alemanya i al nord d'Itàlia. Els valdesos eren un grup de laics ortodoxos preocupats per l'augment de la riquesa de l'Església. Tanmateix, a mesura que passava el temps, es trobaven superant els límits de l'ortodòxia segons la jerarquia de l'Església occidental. En contrast amb els càtars i en línia amb l'Església, creien en un sol Déu, però no reconeixen una classe especial de sacerdoci, creient en el sacerdoci de tots els creients. També es van oposar a la veneració de sants i màrtirs, que formaven part de l'ortodòxia de l'Església. Van rebutjar l'autoritat sacramental de l'Església i els seus clergues i van encoratjar la pobresa apostòlica. Aquests moviments es van fer particularment populars al sud de França, així com al nord d'Itàlia i parts d' Alemanya .

### Inquisició papal
Una de les raons per a la creació de la Inquisició per part del Papa Gregori consistia a posar ordre i legalitat al procés d'abordar l'heretgia, ja que hi havia hagut tendències per part de la gent del poble de cremar suposats heretges sense gaire processos. El propòsit original del Papa Gregori per a la Inquisició era un tribunal d'excepció per investigar i recollir les creences d'aquells que difereixen de l'ensenyament catòlic, i instruir-los en la doctrina ortodoxa. S'esperava que els heretges veiessin la falsedat de la seva opinió i tornessin a l'Església Catòlica Romana. Tanmateix, si persistien en la seva heretgia, el Papa Gregori, considerant necessari protegir la comunitat catòlica de la infecció, lliuraria el sospitós a les autoritats civils, ja que l'heretgia pública era un delicte en virtut del dret civil i la llei de l'Església. Les autoritats seculars llavors aplicarien els seus propis mitjans per castigar la desobediència civil, incloent la cremació a la foguera
Durant segles els tribunals van adoptar diferents formes, investigant i estampant diverses formes d'heretgia, incloent la bruixeria.
Les denúncies dels dos principals ordes de predicadors del període, els dominics i els franciscans, contra la corrupció moral de l'Església, es van fer ressò dels moviments herètics, però eren doctrinalment convencionals i van ser enrolats pel papa Innocenci III en la lluita contra l'heretgia. Com a resultat, molts franciscans i dominics es van convertir en inquisidors. Per exemple, Robert le Bougre, el "Martell d'heretges" (Malleus Haereticorum), era un frare dominic que es va convertir en un inquisidor conegut per la seva crueltat i violència. Un altre exemple va ser el cas de la província de Venècia, que va ser lliurada als inquisidors franciscans, que ràpidament es van fer notoris pels seus fraus contra l'Església, enriquint-se amb la propietat confiscada dels heretges i la venda d'absolucions. A causa de la seva corrupció, van ser eventualment obligats pel Papa a suspendre les seves activitats l'any 1302.
El 1231 el Papa Gregori IX va nomenar diversos Inquisidors papals (Inquisitores haereticae pravitatis), majoritàriament dominics i franciscans, per a les diferents regions d'Europa. Com a mendicants, estaven acostumats a viatjar. A diferència dels mètodes episcopals, la inquisició papal era exhaustiva i sistemàtica, mantenint registres detallats. Alguns dels pocs documents de l'Edat Mitjana que inclouen el discurs de primera persona pels pagesos medievals provenen dels registres de la inquisició papal. Aquest tribunal o tribunal va funcionar a França, Itàlia i parts d'Alemanya i pràcticament va deixar de funcionar a principis del segle xiv.
Al llarg de la història de la Inquisició, va ser rival amb les jurisdiccions eclesiàstiques i seculars locals. Independentment de la seva determinació, cap dels papes no va aconseguir establir un control complet sobre la persecució de l'heretgia. Els reis medievals, els prínceps, els bisbes i les autoritats civils van tenir un paper en la persecució de l'heretgia, excepte on es van oposar individualment a la pràctica. La pràctica va arribar al seu màxim a la segona meitat del segle xiii. Durant aquest període, els tribunals eren gairebé completament lliures de qualsevol autoritat, inclosa la del papa. Per tant, era gairebé impossible erradicar l'abús.
Al sud d'Europa, els tribunals dirigits per l'Església existien al regne d'Aragó durant l'època medieval, però no en cap altre lloc de la península Ibèrica ni d'altres regnes, inclòs Anglaterra. En els regnes escandinaus, gairebé no tenia cap impacte.
A principis del segle xiv, altres dos moviments van cridar l'atenció de la Inquisició, els Templers i les Beguines.
No és clar si el procés contra els Templers va ser iniciat per la Inquisició sobre la base de sospita d'heretgia o si la pròpia Inquisició va ser explotada pel rei de França, Felip el Bell, que volia la riquesa dels cavallers. En la recerca de Templers, dos inquisidors també van ser enviats a les Illes Britàniques. Aquesta és l'única instància d'acció inquisitorial a les Illes Britàniques i no tingué èxit, sobretot perquè els inquisidors no podrien instigar falses confessions a través de la tortura, ja que el seu ús estava prohibit pel dret comú.
Les Beguines van ser principalment un moviment de dones, reconegut per l'Església des de la seva fundació al segle xiii com a místic. No obstant això, amb el Concili de Viena al segle xiv, van ser proclamades heretges i perseguides, amb grans quantitats cremades a la foguera a Narbona, Tolosa i altres ciutats franceses. També van ser atacades a Alemanya, el primer intent de la Inquisició per operar a la zona.
Un altre aspecte de la Inquisició medieval és que es prestava poca atenció a la bruixeria. De fet, es va sospitar que diversos papes tenien un gran interès o practicaven l'alquímia, i només amb el papa Joan XXII, que se sospitava que era un mag, la bruixeria esdevindria una altra forma d'heretgia i, per tant, la inquisició podria enjudiciar-la.
Segons l'historiador Thomas Madden:
| « | La Inquisició no va néixer del desig d'aixafar la diversitat o oprimir a la gent; era més aviat un intent de detenir les execucions injustes. Sí, ho heu llegit correctament. L'heretgia era un delicte contra l'estat. El dret romà en el Codi de Justinià va fer heretgia una ofensa capital... [èmfasi en l'original] | » |

A principis de l'edat mitjana, les persones acusades d'heretgia eren jutjades pel senyor local, moltes d'elles mancades d'entrenament teològic. Madden afirma que «El simple fet és que la Inquisició medieval "va salvar" a milers de persones innocents (i fins i tot no tan innocents) que, d'altra manera, haurien estat cremades pels senyors seculars o per la gent» [èmfasi en l'original].
Madden argumenta que mentre els líders seculars medievals intentaven salvaguardar els seus regnes, l'Església intentava salvar les ànimes. La Inquisició va proporcionar un mitjà perquè els heretges escapessin la mort i tornessin a la comunitat.

## Joana d'Arc
A la primavera de 1429, durant la Guerra dels Cent Anys, en obediència al que va dir era el comandament de Déu, Joana d'Arc va inspirar als exèrcits del delfí en una sèrie de sorprenents victòries militars que van aixecar el setge d'Orleans i van destruir un gran percentatge les forces angleses restants a la batalla de Patay. Una sèrie de contratemps militars van portar a la captura a la primavera de 1430 pels borgonyons esos, aliats amb els anglesos. Ells la van lliurar per 10.000 lliures. Al desembre d'aquell mateix any, va ser traslladada a Rouen, la seu militar i la capital administrativa a França del rei Enric VI d'Anglaterra, i se la va sotmetre a judici per l'heretgia davant un tribunal de l'Església encapçalat pel bisbe Pierre Cauchon, partidari dels anglesos.
El procés va ser motivat políticament. Cauchon, encara que natiu francès, havia servit al govern anglès des de 1418, i, per tant, era hostil a una dona que havia treballat per la part contrària. A altres membres del tribunal els succeïa el mateix. Atribuint un origen diabòlic a les seves victòries seria una manera eficaç d'arruïnar la seva reputació i reforçar la moral de les tropes angleses. Així, la decisió d'involucrar a la Inquisició, que no va iniciar el procés i, de fet, va mostrar una reticència al llarg de la seva durada. Es van presentar setanta càrrecs contra ella, incloent acusacions d'heretgia i vestir com a mascle (és a dir, vestint roba i armadura de soldats). Els testimonis posteriors van dir que Joana els havia dit que portava aquesta indumentària i que la mantenia "fermament lligada i lligada", ja que la túnica podria estar lligada a les botes llargues per evitar que els seus guàrdies es retiressin la roba durant els seus intents ocasionals de violar-la. Joana va ser inicialment condemnada a cadena perpètua i el vice-inquisidor, Jean Le Maitre (a qui el testimoni presencial només va assistir a causa d'amenaces dels anglesos) va obtenir de les seves garanties de renunciar a la roba masculina. No obstant això, després de quatre dies, durant els quals es va dir que havia estat sotmesa a intents de violació per part dels soldats anglesos, va tornar a posar la roba de soldat perquè (segons els testimonis presencials) necessitava protecció contra la violació Cauchon la va declarar heretge recidivada, i va ser cremada a la foguera dos dies després el 30 de maig de 1431.
El 1455, una petició de la mare de Joana d'Arc, Isabelle, van portar a una revisió del judici destinada a investigar les dubtoses circumstàncies que van portar a l'execució de Joana. L'inquisidor general de França es va encarregar del nou judici que es va obrir a Notre Dame de París el 7 de novembre de 1455. Després d'analitzar tots els procediments, incloent-hi les respostes de Joana a les acusacions i el testimoniatge de 115 testimonis que van ser cridats a declarar durant el procés d'apel·lació, l'inquisidor va anul·lar la seva condemna el 7 de juliol de 1456. Joana d'Arc va ser finalment canonitzada el 1920.
L'historiador Edward Peters identificà una sèrie d'il·legalitats en el primer judici de Joana en el qual va ser condemnada.

## El procediment inquisitorial
La inquisició papal va desenvolupar una sèrie de procediments per descobrir i perseguir els heretges. Aquests codis i procediments detallen com funcionaria un tribunal inquisitorial. Si l'acusat renunciava a la seva heretgia i va tornar a l'Església, se li concedia el perdó i se li imposava una penitència. Si l'acusat confirmava la seva heretgia, eren excomunicats i lliurats a autoritats seculars. Les sancions per l'heretgia, encara que no tan severes com els tribunals seculars d'Europa en aquella època, van ser codificades també dins dels tribunals eclesiàstics (per exemple, la confiscació de la propietat, convertint els heretges en els tribunals seculars per càstigs). A més, es van definir els diversos "termes clau" dels tribunals inquisitoris, incloent-hi, per exemple, "heretges", "creients", "els sospitosos de l'heretgia", "els que simplement sospiten", "els sospitosos vehementment". i "els sospitosos més vehementment".

### La investigació
Legalment, havia d'haver almenys dos testimonis, tot i que els jutges de consciència poques vegades s'acontentaven amb aquest número.
En primer lloc, els ciutadans es reunirien en un lloc públic. Tot i que l'assistència era voluntària, els que no es mostraven es convertien en sospitosos automàticament, de manera que la majoria hi anaven. Els inquisidors oferirien una oportunitat perquè qualsevol pogués avançar i denunciar-se a canvi d'un càstig fàcil. Com a part d'aquesta negociació haurien d'informar sobre altres heretges.

### El judici
El procés inquisitorial en general va afavorir l'enjudiciament (l'Església). Confessar «en la seva totalitat» era la millor esperança de rebre un càstig més lleuger, però amb poca esperança d'escapar com a mínim d'algun càstig. I una confessió "plena" era la que implicava altres, inclosos altres membres de la família. Era acceptable prendre testimoniatge de criminals, persones de mala reputació, persones excomunicades i heretges convictes. L'inquisidor podria mantenir un acusat a la presó durant anys abans del judici per obtenir informació nova, i podria tornar-lo a la presó si considerava que el testimoni no s'havia confessat completament.
Malgrat la injustícia dels procediments, els inquisidors van proporcionar alguns drets a l'acusat. Al començament del judici, els acusats eren convidats a senyalar els que tenien "odi mortal" contra ells. Si els acusadors es trobaven entre els nomenats, l'acusat era posat en llibertat i els càrrecs eren acomiadats; mentre que els acusadors s'enfrontarien a la cadena perpètua. Aquesta opció era per mantenir la inquisició d'implicar-se en escates locals. Les primeres consultes legals sobre com havia de procedir la inquisició subratllen que és millor que els culpables fossin alliberats que no pas que l'innocent fos castigat. Gregori IX va instar a Conrad de Marburg: "no es castiga als impius per ferir als innocents", és a dir, "no es castiga als impius".

### La tortura
Igual que el propi procés inquisitorial, la tortura era una antiga pràctica legal romana que s'utilitzava habitualment en els tribunals seculars. El 15 de maig de 1252, el papa Innocenci IV va emetre una butlla papal titulada Ad extirpanda, que autoritzava l'ús limitat de la tortura pels inquisidors. Gran part de la brutalitat comunament associada a la Inquisició era en l'època comuna en els tribunals seculars, però prohibida sota la Inquisició, inclosos els mètodes de tortura que van derivar en vessaments de sang, avortaments, mutilacions o morts. A més, la tortura només es podia dur a terme una sola vegada, i per una durada limitada.
En preparació per al Jubileu l'any 2000, el Vaticà va obrir els arxius del Sant Ofici (el modern successor de la Inquisició) a un equip de 30 acadèmics de tot el món. Segons el governador general de l'Orde del Sant Sepulcre, estudis recents "semblen indicar" que "la tortura i la pena de mort no s'aplicaven amb el rigor incessant" sovint atribuït a la Inquisició. Altres mètodes com les amenaces i l'empresonament semblen haver estat més efectius.

### Càstig
Un consell a Tours el 1164, presidit pel papa Alexandre III, va ordenar la confiscació d'una herència. De les 5.400 persones interrogades a Tolosa entre 1245 i 246, 184 van rebre creus grogues penitencials, 23 van ser empresonats per tota la vida i cap va ser enviat a la pira.
La sanció més extrema disponible en procediments antiherètics estava reservada als heretges recididents o obstinats. Els imputats i els apòstates podrien "relaxar-se" a l'autoritat secular, però, obrint al condemnat la possibilitat de diversos càstigs corporals, fins i tot incloent-se a la foguera. L'execució tampoc era realitzada per l'Església, ni era una sentència disponible per als oficials implicats en la inquisició, que, com a clergues, estaven prohibits de matar. L'acusat també estava obert a la possibilitat que les seves propietats poguessin ser confiscades. En alguns casos, els acusadors poden haver estat motivats per un desig de prendre la propietat de l'acusat, encara que aquesta és una afirmació difícil de provar en la majoria de les àrees on la inquisició estava activa.
Els inquisidors generalment preferien no lliurar heretges al braç secular per a l'execució si podien persuadir l'heretge al penediment: Ecclesia non novit sanguinem. Per exemple, sota Bernard Guiu, un famós inquisidor que treballava a la zona de Carcassona, de més de 900 veredictes culpables en quinze anys, només 42 persones van acabar sent executades.

## Llegat
Al segle xiv els valdesos havien estat eliminats. Alguns residents del Pays Cathare s'identifiquen encara avui com a càtars. Diuen que descendeixen dels càtars de l'edat mitjana. No obstant això, el lliurament del consolamentum, sobre el qual es va fundar el catarisme històric, va requerir una successió lineal d'un bon home en bon estat. Es creu que un dels últims bons hommes coneguts, Guillaume Belibaste, va ser cremat el 1321.